# Credonia Mwerinde
Credonia Mwerinde (nacida en 1952) fue la suma sacerdotisa y cofundadora del Movimiento para la Restauración de los Diez Mandamientos de Dios, una secta que se escindió de la Iglesia Católica en Uganda. Se casó cinco veces y tuvo dos hijos. Antes de fundar el movimiento era elaboradora y vendedora de cerveza de plátano, y antaño prostituta. Mwerinde también era miembro de un grupo religioso devoto de la Virgen María. Ella y otros dos miembros del grupo se acercaron a Joseph Kibweteere en 1989 y le dijeron que la Virgen María les había dado instrucciones para que los acogiera. Kibweteere lo hizo, y quedó particularmente impresionado por su afirmación de una aparición mariana cerca de su casa, que relacionó con una visión que él mismo tuvo cinco años antes. Juntos Mwerinde y Kibweteere fundarían el Movimiento en 1989.

## Fondo
Mwerinde era parte del trío que dirigía la secta, que incluía a Kibweteere y a Dominic Kataribaabo, un sacerdote excomulgado. Sin embargo, Paul Ikazire, un líder de la secta que luego regresó a la Iglesia Católica, la describió como el verdadero poder del Movimiento. Él dijo: "Las reuniones fueron presididas por la hermana Credonia, quien era la cabeza de facto del grupo. Kibwetere era solo una figura decorativa, con la intención de imponer una autoridad masculina sobre los seguidores y mejorar las relaciones públicas del culto". Mwerinde también fue la fuente de las predicciones de la secta sobre un apocalipsis inminente y los pronunciamientos de que la salvación solo se podía encontrar con los supuestos mensajes de la Virgen María.
El Movimiento creció rápidamente y, en su apogeo, se estimó que contaba 5.000 a 6.000 seguidores, la mayoría campesinos pobres. Sacerdotes y monjas católicos expulsados se unieron y trabajaron como teólogos. Se predijo que el apocalipsis ocurriría con el advenimiento del nuevo milenio. Después de que el Movimiento fuera desalojado de Rwashamaire, se trasladó a una propiedad del padre de Mwerinde en el distrito de Kanungu. A medida que se acercaba el año 2000, los miembros de la secta vendieron sus propiedades y entregaron las ganancias a los líderes del grupo.
Cuando el mundo no se terminó el 1 de enero, se produjo una crisis en el Movimiento. Los miembros comenzaron a hacer preguntas y exigir la devolución de su dinero y propiedades. Los investigadores policiales creen que los líderes del Movimiento, en particular Mwerinde, comenzaron una purga entre sus seguidores, que culminó con la destrucción de su iglesia de Kanungu el 17 de marzo de 2000 en un incendio provocado que mató a las 530 personas que se encontraban dentro, invitadas a un banquete, incluyendo numerosos niños. También se encontraron cientos de cuerpos en las propiedades del Movimiento en el suroeste de Uganda, envenenados y apuñalados en las semanas previas. Inicialmente se creyó que se trataba de un suicidio colectivo, pero la policía declaró más tarde que lo estaban investigando como un asesinato en masa.

## Desaparición y secuelas
Se supone que Mwerinde sobrevivió a la masacre. Las autoridades ugandesas creen que abandonó el recinto de la secta en la madrugada del 17 de marzo. En abril de 2000, la policía emitió una orden internacional de arresto contra ella en relación con los asesinatos de la secta.
En septiembre de 2011, Mwerinde y varios otros pronosticadores que predijeron incorrectamente varias fechas para el fin del mundo recibieron conjuntamente un premio Ig Nobel por "enseñar al mundo a tener cuidado al hacer suposiciones y cálculos matemáticos".